# 合意解除
合意解除（ごういかいじょ）とは、契約成立後に契約当事者間の新たな合意によって契約をなかったことにすること。

## 日本法
解除には、債務不履行等の法律上の原因に基づく法定解除、当事者間の事前の自己決定として契約にあらかじめ定めておいた原因に基づく約定解除があり、このほかに契約締結後の当事者間の自律的な解除契約である合意解除がある。
日本の民法では法定解除と約定解除は明文の定めがあり、合意解除には明文の規定はないが契約自由の原則に基づいて可能とされている。

## 英米法
英米法で合意解除はRescission of contractという。合意解除は当事者間の合意及びエクイティの原則を根拠とする。統一商事法典（UCC）では合意解除での当事者間の合意は、その先行する契約で発生した損害賠償の放棄や消滅と解釈してはならないとしている。